# Johann Paschen
Johann Paschen (* 27. Oktober 1852 in Schwerin; † 24. Mai 1927 in Rostock) war ein deutscher Jurist und 1914 bis 1919 Bürgermeister der Hansestadt Rostock.

## Leben
Johann Paschen besuchte bis zum Abitur 1872 die Große Stadtschule in Rostock. Anschließend folgte ein Studium der Rechtswissenschaften. 1876 ließ er sich als Rechtsanwalt nieder. Ab 1879 war Paschen als Richter tätig und wurde 1883 Senator in Rostock. Am 19. Oktober 1914 wurde er Bürgermeister. Dieses Amt hatte er bis zum 1. Juli 1919 inne. In der Kröpeliner-Tor-Vorstadt und in Warnemünde ist um 1930 jeweils eine Straße nach ihm benannt worden.
Paschen war der letzte Wortführer eines aus drei Bürgermeistern bestehenden Kollegiums.